# Martin Ohlsson
Martin Arvid Olof Ohlsson, född 3 februari 1914 i Stockholm, död 1973, var en svensk antikvarie, konstnär och tecknare.
Mellan åren 1946 och 1955 var han gift med teckningsläraren Märta Gunvor Thege. Han var från 1958 gift med Ebba Louise Tham. Ohlsson, som var fil. lic., var antikvarie vid Stockholms stadsmuseum och var vid sidan av sitt arbete verksam som konstnär. Han bedrev självstudier under resor till Tyskland och Frankrike. Separat ställde han ut på De ungas salong och på Gummesons konsthall i Stockholm. Han medverkade flera gånger i Nationalmuseums utställning Unga tecknare och i samlingsutställningar på Galerie Æsthetica och Thurestams konstsalong i Stockholm samt med Riksförbundet för bildande konst och Östgöta konstförening. Han var under några år ordförande för Konstnärsklubben i Stockholm och gav tillsammans med Folke Holmér ut minnesskriften Konstnärsklubben hundra år 1956. Hans konst består av interiörer och gråtonade landskap från Skåne och Öland. Ohlsson är representerad vid Örebro läns museum, Skövde museum och Gustaf VI Adolfs samling.